# Восточноиранские языки
Восточноира́нские языки — одна из подгрупп иранской группы арийской (индоиранской) ветви индоевропейских языков.

## Языки

### Среднеиранский период
Северо-восточные
- согдийский язык — язык Согда и согдийских колонистов в Центральной Азии с богатой сохранившейся литературой, существовал до XI в.; вытеснен новоперсидским и тюркскими; сохранившийся локальный потомок — ягнобский язык
- хорезмийский язык — язык Хорезма, вытеснен тюркскими в XIII—XIV вв.
- сарматский язык — совокупность диалектов многочисленных сарматских племен, вытеснивших скифов из Северного Причерноморья; известен по ономастике и глоссам; дольше всех в степях сохранялся язык наиболее восточных сарматских племён, позже всех мигрировавших в западном направлении — аланов (см. аланский язык) — до XIII в.

Данных для классификации диалектов юэчжи, ираноязычность которых реконструируется на основании глосс в китайских хрониках, недостаточно.
Юго-восточные
- бактрийский язык — язык государств Кушанов и эфталитов, надписи преимущественно греческим письмом с I в. н. э.; вытеснен формирующимся новоперсидским в IX—X вв.
- сакские языки — языки Таримского бассейна, прежде всего хотаносакский язык, со значительным числом памятников буддистской литературы I тыс. н. э., имеются памятники на близкородственном тумшукосакском языке и данные по кашгарскому языку; вытеснены тюркским уйгурским языком.

### Новоиранские языки
Северо-восточные
- ягнобский язык (потомок одного из согдийских диалектов)
- аланский язык † (потомок одного из сарматских диалектов) и его потомки
  - осетинский язык
    - иронский диалект
    - дигорский диалект

  - ясский язык †

Юго-восточные
афганские
- пушту (пашто) (афганский)
- ванеци

памирские языки — негенетическое объединение с ареальными связями
- ваханский язык
- мунджанский язык (и йидга) — наиболее близок к бактрийскому
  - саргулямский язык † — вымерший язык, близкий к мунджанскому
- южнопамирская подгруппа
  - ишкашимский язык
  - сангличский язык
  - зебакский язык †
- северопамирская подгруппа
  - язгулямский язык
  - ванджский язык †
  - шугнано-рушанские
    - шугнанский язык
    - рушанский язык
    - бартангский язык
    - хуфский язык
    - рошорвский язык
    - сарыкольский язык